# Jules Adler
Jules Adler (Luxeuil-les-Bains, 8 luglio 1865 – Nogent-sur-Marne, 11 giugno 1952) è stato un pittore francese naturalista.

## Biografia
Jules Adler era il terzo dei cinque figli di un commerciante di tessuti di Luxeuil-les-Bains. Quando compì 17 anni la famiglia lasciò la Franche-Comté per trasferirsi a Parigi. Deciso ad intraprendere la strada dell'arte, Adler studiò in un primo tempo alla Scuola di Arti Decorative, dove fu allievo di William Bouguereau e di Tony Robert-Fleury. Quindi si iscrisse alle Belle arti, seguendo i corsi di Pascal Dagnan-Bouveret. Parallelamente però, dal 1883, frequentò anche i corsi dell'Académie Julian dove in seguito avrebbe anche insegnato.  Infine, dopo un primo tentativo non riuscito, fu ammesso all'École des Beaux-Arts nel 1884. 

Durante la sua permanenza all'Académie Julian, inventò il ballo mascherato dell'Accademia, che più tardi diverrà il "ballo delle quattro arti".
Nel 1888 Adler debuttò al "Salon" con la tela Misère. In seguito ricevette numerose medaglie del Salon e prese parte a molte mostre. Il suo tema preferito era il mondo operaio e per questo fu soprannominato "il pittore degli umili". Con il quadro Joies populaires (Gioie popolari) vinse una medaglia d'oro. Una delle sue tele più famose fu La Grève au Creusot (Lo sciopero a Creusot), esposta al Salon del 1900, che riscosse un successo enorme. Nel 1903 Adler fu uno dei fondatori del "Salon d'Autunno", che veniva allestito all'interno del Petit Palais.
Quando, nell'agosto del 1899, si aprì il secondo processo al capitano Dreyfus, a Rennes, Adler si schierò decisamente in favore dell'accusato e di conseguenza la sua casa divenne un centro di sostenitori del capitano.
Dal 1914 al 1918 Adler aprì a Place Pigalle un'osteria per aiutare gli artisti meno fortunati, nella quale servì migliaia di pasti e offrì anche dei vestiti ai più bisognosi. Nel 1914/1916 venne incaricato di una missione artistica a Verdun, dalla quale riportò disegni, schizzi e diverse fotografie.

Adler fu nominato professore alla Scuola di belle arti nel 1928, e nel 1933, nella sua città natale, fu inaugurato un museo a suo nome. Durante la Seconda guerra mondiale, nel 1944, fu deportato nel campo di internamento di Drancy.
Jules Adler morì a 87 anni quasi in povertà, nella casa di riposo per artisti di Nogent-sur-Marne. Fu sepolto a Parigi nel Cimitero di Saint-Vincent.

## Opere
- La grève au Creusot, 1899, Museo di belle arti di Pau
- Marché du faubourg Saint Denis, Museo Charles de Bruyères, Remiremont
- L'Armistice, 1918, Museo Charles de Bruyères, Remiremont
- La Mobilisation, 1914, Museo di Storia e Archeologia di Belfort
- Panorama de Paris vu du Sacré-Cœur, 1935, Museo di belle arti di Dole
- L'Accident 1912, Museo di belle arti di Digione
- Les Haleurs, 1904, Musée d'Orsay Parigi,
- Le Chemineau, 1908, Museo de "la Tour des Échevins", Luxeuil-les-Bains
- La Soupe des pauvres, 1906, Petit Palais, Parigi,
- La Rue, 1895, Museo Goya, Castres
- L'Homme aux cruches, Museo di belle arti di Marsiglia
- Le Jardinier Fleurot, Palazzo delle belle arti di Lilla
- La Grève au Creusot, 1899, Ecomuseo, "Château de la Verrerie", Le Creusot (Saône-et-Loire)
- Fanfare, 1927, Museo della Certosa di Douai
- Joies populaires, 1898, Museo delle Orsoline, Mâcon
- Les Las, 1897, Museo Calvet, Avignon,[2].
- Les Hauts-Fourneaux de la Providence, verso il 1904, Museo de "la Tour des Échevins", Luxeuil-les-Bains
- Les Sardinières de Douarnenez, 1900, Museo de "la Tour des Échevins", Luxeuil-les-Bains
- Deuil en Limousin, 1931, Museo de "la Tour des Échevins", Luxeuil-les-Bains
- Neige, 1929, Museo de "la Tour des Échevins", Luxeuil-les-Bains
- L'Alsacienne, 1928, Museo de "la Tour des Échevins", Luxeuil-les-Bains
- Portrait d'André Maroselli, 1932, Museo de "la Tour des Échevins", Luxeuil-les-Bains

## Mostre
- Les Artistes du Salon de Paris, Italia, 2004
- Retrospettiva a Luxeuil-les-Bains (Haute-Saône) per il 50º anniversario della morte dell'artista, nel 2002
- Des Plaines à l'Usine, Museo di Belle arti di Dunkerque, Museo di Belle arti di Pau, Museo di Évreux, 2002
- De l'illusion à la réalité, Museo Van Gogh di Amsterdam, Pittura e scultura naturalista. (Pittura, fotografia, teatro e cinema naturalisti, 1875-1918), 2010

## Galleria d'immagini

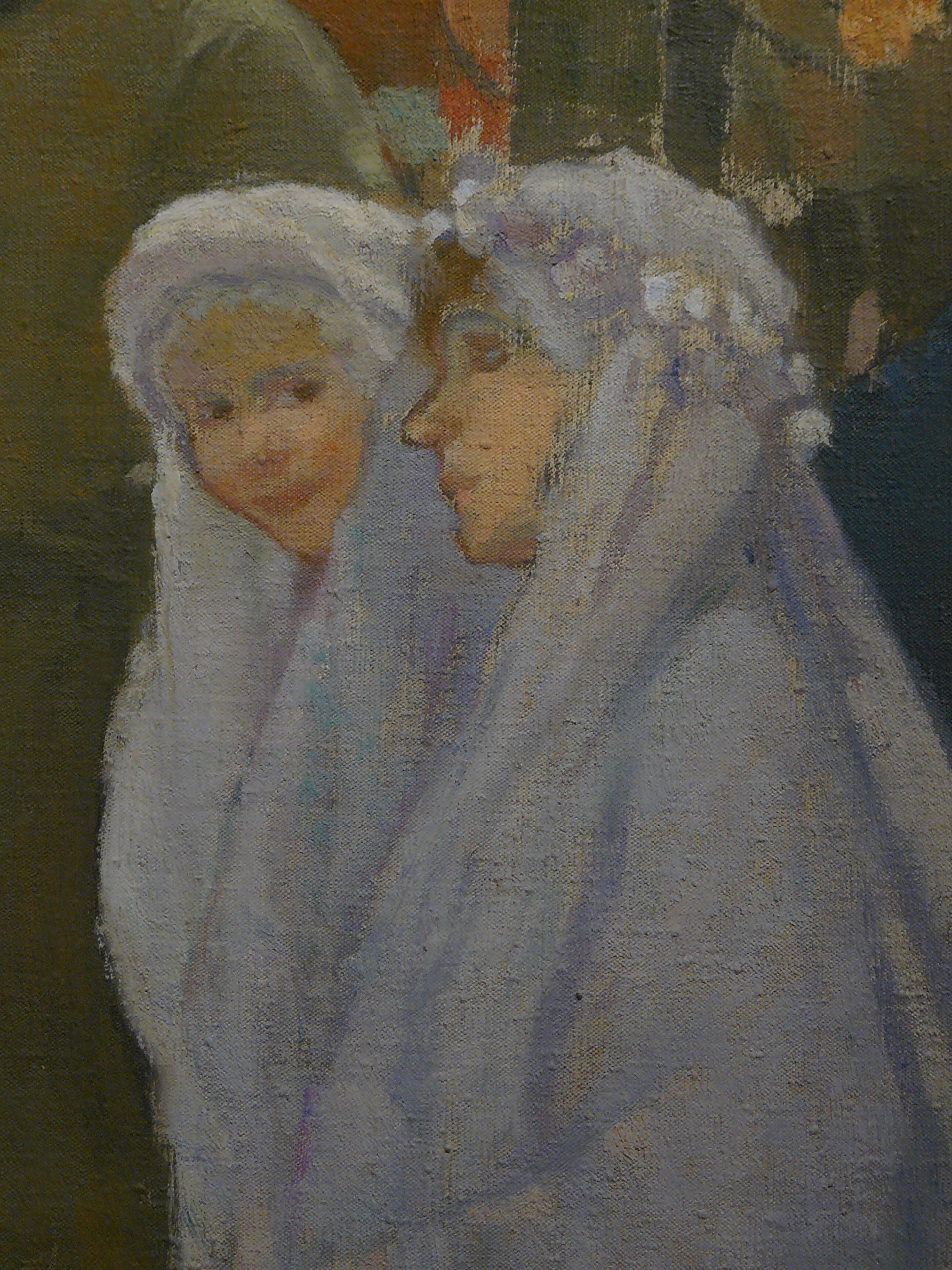
Le prime comunioni (dettaglio)
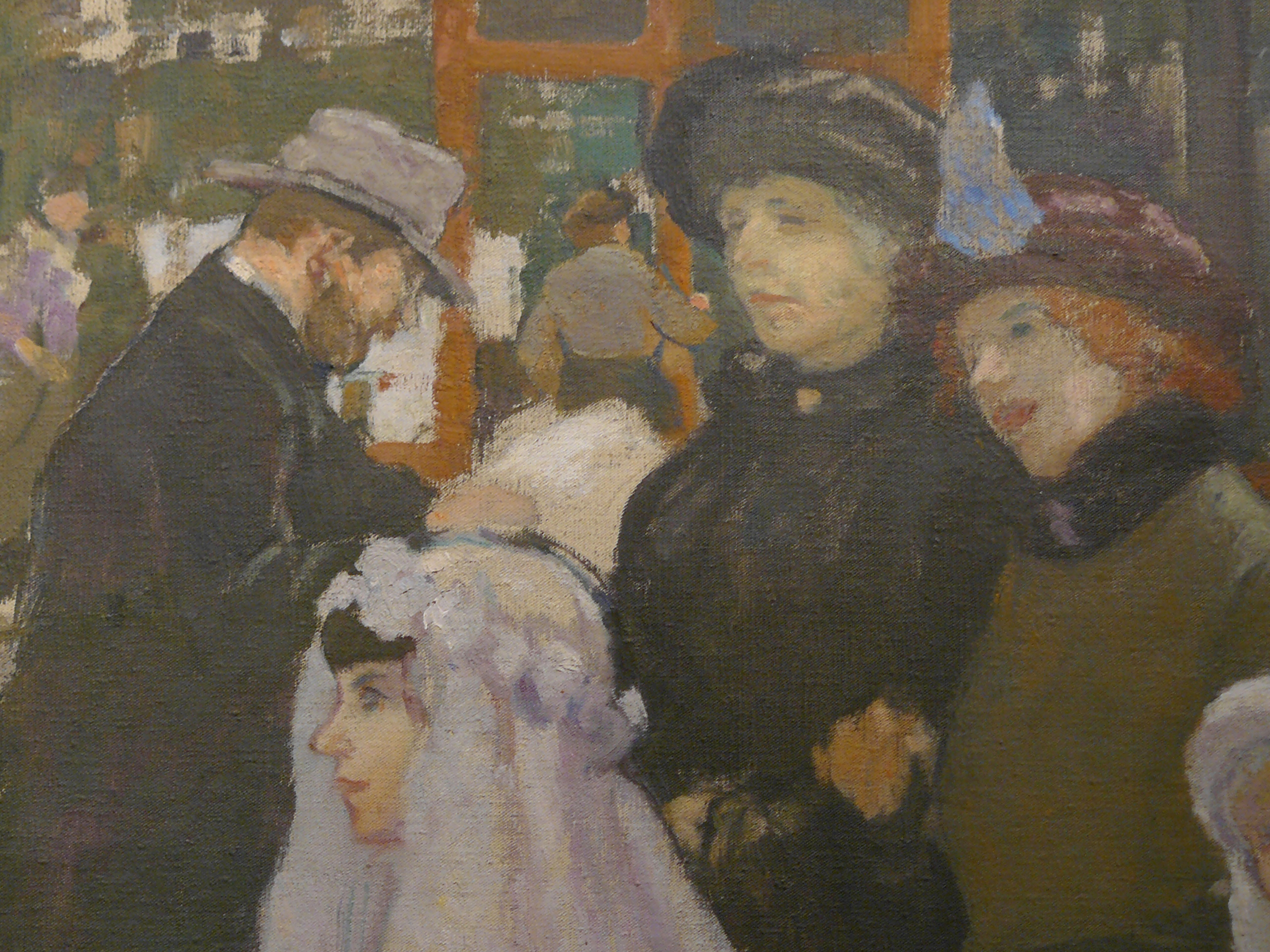
Le prime comunioni (dettaglio)
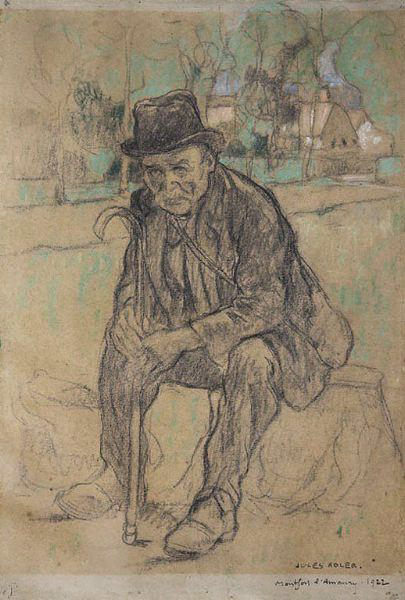
Il vagabondo
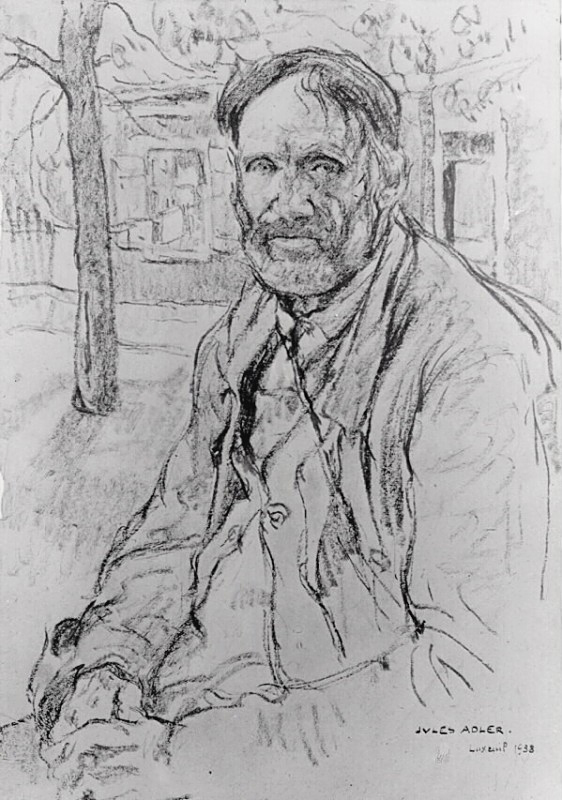
Raccoglitore di funghi
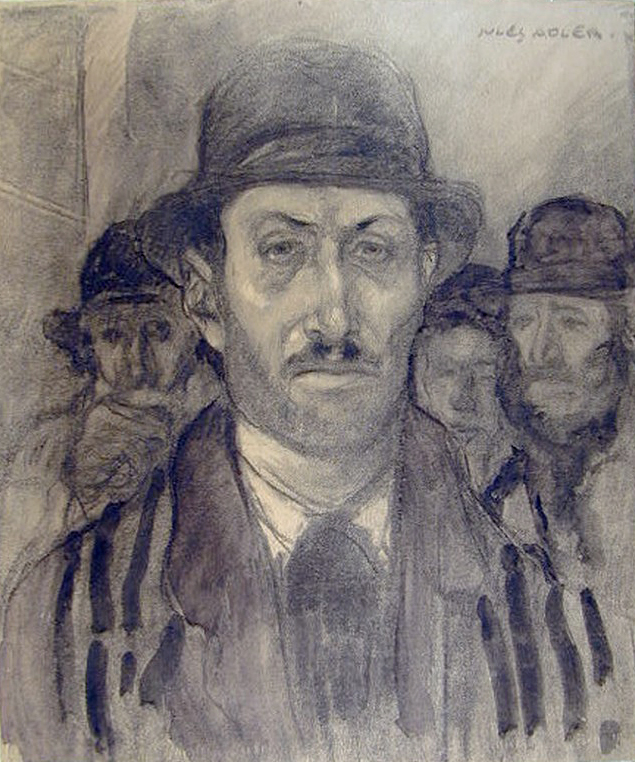
Ritratto d'uomo

## Voci correlate

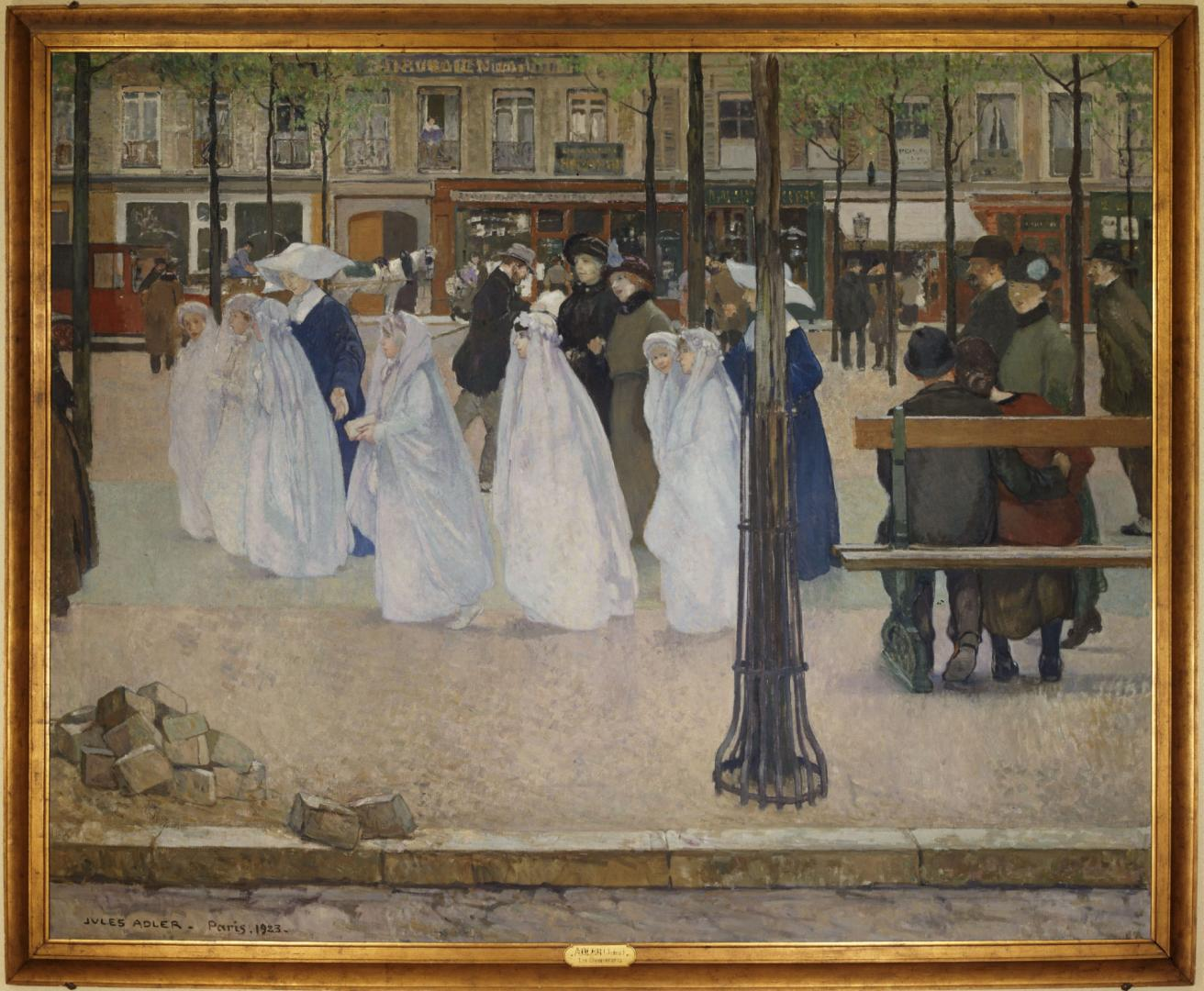
Le prime comunioni